# 무산일기
"무산일기"는 2011년에 개봉한 대한민국의 영화이다.

## 캐스팅
- 박정범 : 전승철 역
- 진용욱 : 경철 역
- 강은진 : 숙영 역
- 박영덕 : 박 형사 역
- 권귀덕 : 창식 역
- 김민호 : 태현 역
- 이정현 : 김철 역
- 노융성 : 강혁 역
- 김명두 : 명두 역
- 서진원 : 전단지 사장 역